# Strîhanți, Berejanî
Strîhanți (în ucraineană Стриганці) este un sat în comuna Rekșîn din raionul Berejanî, regiunea Ternopil, Ucraina.

## Demografie
Componența lingvistică a localității Strîhanți
     Ucraineană (99,8%)
     Alte limbi (0,2%)
Conform recensământului din 2001, majoritatea populației localității Strîhanți era vorbitoare de ucraineană (99,8%), existând în minoritate și vorbitori de alte limbi.